# Topomesoides gigantea
Topomesoides gigantea är en fjärilsart som beskrevs av Embrik Strand 1910. Topomesoides gigantea ingår i släktet Topomesoides och familjen tofsspinnare. Inga underarter finns listade i Catalogue of Life.